# Torneo de las Cinco Naciones 1913
El Torneo de las Cinco Naciones de 1913 (Five Nations Championship 1913) fue la 31° edición del principal Torneo de rugby del Hemisferio Norte.
El campeonato fue ganado por la Selección de Inglaterra.

## Clasificación
| Lugar | Selección  | Partidos | Partidos | Partidos  | Partidos | Puntos  | Puntos    | Puntos | Tabla de puntos |
| Lugar | Selección  | Jugados  | Ganados  | Empatados | Perdidos | A favor | En contra | dif.   | Tabla de puntos |
| ----- | ---------- | -------- | -------- | --------- | -------- | ------- | --------- | ------ | --------------- |
| 1     | Inglaterra | 4        | 4        | 0         | 0        | 50      | 4         | +46    | 8               |
| 2     | Gales      | 4        | 3        | 0         | 1        | 35      | 33        | +2     | 6               |
| 3     | Escocia    | 4        | 2        | 0         | 2        | 50      | 28        | +22    | 4               |
| 4     | Irlanda    | 4        | 1        | 0         | 3        | 55      | 60        | -5     | 2               |
| 5     | Francia    | 4        | 0        | 0         | 4        | 11      | 76        | -65    | 0               |

## Resultados
| 1 de enero | Francia | 3 - 21 | Escocia | París, |  |

| 18 de enero | Gales | 0 - 12 | Inglaterra | Cardiff, |  |

| 25 de enero | Inglaterra | 20 - 0 | Francia | Londres, |  |

| 1 de febrero | Escocia | 0 - 8 | Gales | Edimburgo, |  |

| 8 de febrero | Irlanda | 4 - 15 | Inglaterra | Dublín, |  |

| 22 de febrero | Escocia | 29 - 14 | Irlanda | Edimburgo, |  |

| 27 de febrero | Francia | 8 - 11 | Gales | París, |  |

| 8 de marzo | Gales | 16 - 13 | Irlanda | Swansea, |  |

| 15 de marzo | Inglaterra | 3 - 0 | Escocia | Londres, |  |

| 24 de marzo | Irlanda | 24 - 0 | Francia | Cork, |  |

## Premios especiales
- Grand Slam:  Inglaterra
- Triple Corona:  Inglaterra
- Copa Calcuta:  Inglaterra